# 八魁五
鯨魚座9，又名BD-13 60，HD 1835、SAO 147237、HR 88，是鯨魚座的一颗恒星，视星等为6.39，位于銀經97.34，銀緯-73.64，其B1900.0坐标为赤經0h 17m 44.3s，赤緯-12° -73.64′ 57″。